# Нулевой канал
«Нулевой канал» (англ. Channel Zero) — американский телесериал-антология в жанре хоррор, созданный Ником Антоска для канала SyFy. Сериал состоит из четырёх сезонов по 6 серий в каждом.
Первый сезон построен на основе событий, происходящих в детском шоу «Бухта Кэндл». Главные роли в сериале исполняют Пол Шнайдер и Фиона Шоу. Режиссёром сериал выступил Крэйг Уильям Макнейлл. Премьера состоялась 11 октября 2016. Второй сезон базируется на истории «Дом без конца» Брайна Рассела, и снят режиссёром Стивеном Питом.
16 января 2019 года телеканал Syfy закрыл сериал после четвёртого сезона.

## Сезоны
| Сезон | Сезон | Название      | Эпизоды | Оригинальная дата выхода | Оригинальная дата выхода | Телеканал |
| Сезон | Сезон | Название      | Эпизоды | Премьера сезона          | Финал сезона             | Телеканал |
| ----- | ----- | ------------- | ------- | ------------------------ | ------------------------ | --------- |
|       | 1     | Бухта Кэндл   | 6       | 11 октября 2016          | 15 ноября 2016           | Syfy      |
|       | 2     | Дом без конца | 6       | 20 сентября 2017         | 25 октября 2017          | Syfy      |
|       | 3     | Отдел мясника | 6       | 7 февраля 2018           | 14 марта 2018            | Syfy      |
|       | 4     | Дверь грёз    | 6       | 26 октября 2018          | 31 октября 2018          | Syfy      |

## Сюжет

### Бухта Кэндл(2016)
Детский психолог (Пол Шнайдер) возвращается в родной городок, чтобы расследовать мистическое исчезновение его брата-близнеца и других детей в восьмидесятые, попутно пытаясь выяснить, как это связано с местной и очень популярной телепередачей, которая выходит одновременно с похищениями.

### Дом без конца(2017)
Молодая женщина по имени Марго Слейтор (Эми Форсайт) посещает дом без конца, таинственный дом страха, в котором находится ряд по-настоящему безумных комнат. Когда она возвращается домой, Марго понимает, что все изменилось.

### Отдел мясника(2018)
Две сестры Зои и Алиса Вудс переезжают в таинственный город, в котором происходят жуткие события.

### Дверь грёз(2018)
Новобрачные Джиллиан и Том по-прежнему хранят собственные тайны. Когда они обнаруживают странную дверь в своем подвале, эти секреты начинают угрожать не только их отношениям, но и их жизням.

## В ролях

### Бухта Кэндл(2016)
- Пол Шнайдер — Майк Пейнтер, детский психолог
- Фиона Шоу — Марла Пейнтер, мать Майка и Эдди
- Луиза Д’Оливера — Эми Уэлш
- Натали Браун — Джессика Уолен, жена Гэри
- Шон Бенсон — Гэри Уолен, шериф Айрон Хил, друг детства Майка
- Кристен Харрис — Эрик Пейнтер
- Лука Вийясис — Эдди Пейнтер / Майк Пейнтер в детстве (братья-близнецы)
- Эбигейл Пнёвски — Лили Пейнтер
- Марина Стивенсон Керр — Френсис Бут
- Оливье Де Сагазан — Забиратель Кожи

### Дом без конца(2017)
- Эми Форсайт в роли Марго Слейтер
- Джон Кэрролл Линч в роли Джона Слейтера

### Отдел мясника(2018)
- Линден Порко — Умный рот

## Список эпизодов

### Сезон 1: Бухта Кэндл(2016)
| № общий | № в сезоне | Название                                                       | Режиссёр              | Автор сценария                          | Дата премьеры   | Зрители U.S. (млн) |
| --- | ---------- | -------------------------------------------------------------- | --------------------- | --------------------------------------- | --------------- | ------------------ |
| 1 | 1          | «Ты должен зайти внутрь» «You Have to Go Inside»               | Крэйг Уильям Макнейлл | Ник Антоска                             | 11 октября 2016 | 0.76               |
| По телевизору вновь стали транслировать детскую передачу из 80-х годов. Ничто не предвещало беды, но неизвестным образом пропала юная зрительница. Этим исчезновением заинтересовался Майк Пэйнтер, детский психолог, для которого этот город родной. |            |                                                                |                       |                                         |                 |                    |
| 2 | 2          | «Я буду держать твою руку» «I'll Hold Your Hand»               | Крэйг Уильям Макнейлл | Дон Манчини и Ник Антоска               | 18 октября 2016 | 0.63               |
| После того, как Кейти нападает на своего брата, Джессика просит, чтобы Майк поговорил с её дочерью. Между тем Майк вспоминает больше о 1988 году и говорит Марле, что он сделал.                                                                      |            |                                                                |                       |                                         |                 |                    |
| 3 | 3          | «Хочешь увидеть кое-что крутое?» «Want to See Something Cool?» | Крэйг Уильям Макнейлл | Харли Пейтон                            | 25 октября 2016 | 0.55               |
| Майк должен убедить Гэри, что программа «Бухта Кэндл» стоит за убийствами, прежде чем он возьмёт правосудие в свои руки. Марла вместе с Джессикой и Эми пытаются найти Майка, пока ещё не поздно.                                                     |            |                                                                |                       |                                         |                 |                    |
| 4 | 4          | «Странный сосуд» «A Strange Vessel»                            | Крэйг Уильям Макнейлл | Эрика Сале и Ник Антоска                | 1 ноября 2016   | 0.47               |
| В Айрон-Хилл приезжает дочь Майка Лили, которая пытается достать больше информации об убийствах 1988 года. Тем временем Майку и Джессике приходится принять решительные меры, чтобы избежать прошлых ошибок и защитить Лили от «Бухты Кэндл».         |            |                                                                |                       |                                         |                 |                    |
| 5 | 5          | «Почётный гость» «Guest of Honor»                              | Крэйг Уильям Макнейлл | Кэти Грюель и Мэллори Уэстфолл          | 8 ноября 2016   | 0.44               |
| Майк и Эми узнают, что создатель детской программы «Бухта Кэндл» не тот, кем его считают. Тем временем в Айрон-Хилл происходит жестокое преступление, которое шокирует местную полицию.                                                               |            |                                                                |                       |                                         |                 |                    |
| 6 | 6          | «Добро пожаловать домой» «Welcome Home»                        | Крэйг Уильям Макнейлл | Ник Антоска, Харли Пейтон и Дон Манчини | 15 ноября 2016  | 0.42               |
| После того, как «Бухта Кэндл» забирает Лили, Майк подвергает свою жизнь опасности, чтобы спасти дочь и покончить навсегда со своим мучителем. Тем временем Марле предстоит сделать очень тяжёлый выбор.                                               |            |                                                                |                       |                                         |                 |                    |

### Сезон 2: Дом без конца(2017)
| № общий | № в сезоне | Название                                          | Режиссёр   | Автор сценария                   | Дата премьеры    | Зрители US (млн) |
| --- | ---------- | ------------------------------------------------- | ---------- | -------------------------------- | ---------------- | ---------------- |
| 7 | 1          | «Это ненастоящее» «This Isn't Real»               | Стивен Пит | Ник Антоска                      | 20 сентября 2017 | 0.39             |
| Молодая женщина Марго Слейтер решает посетить дом страха под названием «Дом без конца». Она воспринимает приключение не более чем шутку и развлечение, но, когда выходит за пределы дома, понимает, что всё совсем не так, как должно быть. |            |                                                   |            |                                  |                  |                  |
| 8 | 2          | «Хороший район» «Nice Neighborhood»               | Стивен Пит | Харли Пейтон и Мэллори Уэстфолл  | 27 сентября 2017 | 0.38             |
| Происходит ещё больше странностей после того, как Марго посетила «Дом без конца». Девушка пытается разобраться во всей этой чертовщине и найти выход из этой ситуации.                                                                      |            |                                                   |            |                                  |                  |                  |
| 9 | 3          | «Остерегайтесь каннибалов» «Beware the Cannibals» | Стивен Пит | Дон Манчини и Эрика Сале         | 4 октября 2017   | 0.41             |
| Марго обращается за помощью к отцу. Благодаря поддержке друзей ей удаётся справиться с опасностью. Дилан пытается депрограммировать Лейси, но она сопротивляется его влиянию.                                                               |            |                                                   |            |                                  |                  |                  |
| 10 | 4          | «Выход» «The Exit»                                | Стивен Пит | Ник Антоска и Кэти Грюель        | 11 октября 2017  | 0.48             |
| Группа сталкивается с наиболее опасным испытанием на своём пути в поисках выхода. Отец совершает шокирующее открытие, касающееся его прошлого и будущего. Тем временем напряжение в группе выживших заметно нарастает.                      |            |                                                   |            |                                  |                  |                  |
| 11 | 5          | «Ущерб» «The Damage»                              | Стивен Пит | Харли Пейтон и Лиза Лонг         | 18 октября 2017  | 0.41             |
| Марго, Джулс и Сет сталкиваются с новыми кошмарами в борьбе за правду. Они узнают, что отец сеет хаос в реальном мире. Однако остановить его не под силу ни одному из героев.                                                               |            |                                                   |            |                                  |                  |                  |
| 12 | 6          | «Пустая девушка» «The Hollow Girl»                | Стивен Пит | Ник Антоска и Энджел Варак-Иглар | 25 октября 2017  | 0.37             |
| Герои проживают в одном из измерений «Дома без конца». Но внезапно идиллию нарушают новые конфликты между героями. Ясно только одно - все хотят незамедлительно покинуть «Дом без конца».                                                   |            |                                                   |            |                                  |                  |                  |

### Сезон 3: Отдел мясника(2018)
| № общий | № в сезоне | Название                                        | Режиссёр         | Автор сценария                                      | Дата премьеры   | Зрители US (млн) |
| --- | ---------- | ----------------------------------------------- | ---------------- | --------------------------------------------------- | --------------- | ---------------- |
| 13 | 1          | «Коварное наступление» «Insidious Onset»        | Аркаша Стивенсон | Ник Антоска                                         | 7 февраля 2018  | 0.38             |
| Алиса и Зои приезжают в новый город. Здесь они планируют начать спокойную жизнь. Однако внезапно девушки сталкиваются с таинственном сообществом, угрожающим их будущему. |            |                                                 |                  |                                                     |                 |                  |
| 14 | 2          | «Время отца» «Father Time»                      | Аркаша Стивенсон | Харли Пейтон, Мэллори Уэстфолл и Энджел Варак-Иглар | 14 февраля 2018 | 0.33             |
| Зои ведет себя очень странно. Это пугает ее друзей, которые не понимают, что происходит. Алиса получает зловещее приглашение от семьи Пич, и теперь должна решить, ответить ли на него согласием. |            |                                                 |                  |                                                     |                 |                  |
| 15 | 3          | «Все вы призрачные мыши» «All You Ghost Mice»   | Аркаша Стивенсон | Анджела ЛаМанна, Джастин Бойд и Ник Антоска         | 21 февраля 2018 | 0.28             |
| У Алисы происходит ужасающая встреча в заброшенной больнице. Люк, Луиза и Натан играют в кошки-мышки с Робертом Пичем. Последствия их интриг окажутся ужасающими и возымеют воздействие над всеми членами команды. |            |                                                 |                  |                                                     |                 |                  |
| 16 | 4          | «Алиса в стране бойни» «Alice in Slaughterland» | Аркаша Стивенсон | Харли Пейтон                                        | 28 февраля 2018 | 0.25             |
| Алиса вдруг понимает, что не может контролировать собственное безумие. Она стремительно сходит с ума, и при этом не имеет возможности у кого-то попросить помощи. Зои и Пич начинают слишком тесно общаться, что устраивает далеко не всех, тем более перед лицом новой серьезной опасности. |            |                                                 |                  |                                                     |                 |                  |
| 17 | 5          | «Красная дверь» «The Red Door»                  | Аркаша Стивенсон | Ник Антоска, Джастин Бойд и Мэллори Уэстфолл        | 7 марта 2018    | 0.27             |
| Алиса достигает точки невозврата. Теперь, чтобы снова встретиться с близкими и друзьями, ей придется пойти на огромные жертвы. Зои, пользуясь «гостеприимством» семьи Пич, неожиданно обнаруживает, что маленькую девочку собираются принести в жертву демоническому существу. Это ужасное открытие заставляет девушку бежать вместе с ребёнком и просить помощи у тех, кто готов бороться с Пичами. Начинается погоня, причём преследователи разъярены гибелью одного из членов семьи... |            |                                                 |                  |                                                     |                 |                  |
| 18 | 6          | «Жертвенная зона» «Sacrifice Zone»              | Аркаша Стивенсон | Ник Антоска, Харли Пейтон и Анджела ЛаМанна         | 14 марта 2018   | 0.34             |
| Зои и Элис решаются на то, чтобы открыто выступить против семьи Пич. Поскольку враги очень сильны, а девушки с каждой секундой все больше теряют веру в себя, их шансы на победу стремятся к нулю. |            |                                                 |                  |                                                     |                 |                  |

### Сезон 4: Дверь грёз(2018)
| № общий | № в сезоне | Название                                                     | Режиссёр | Автор сценария                                                              | Дата премьеры   | Зрители US (млн) |
| --- | ---------- | ------------------------------------------------------------ | -------- | --------------------------------------------------------------------------- | --------------- | ---------------- |
| 19 | 1          | «Пепел на моей подушке» «Ashes On My Pillow»                 | Ивэн Кац | Ник Антоска                                                                 | 26 октября 2018 | 0.32             |
| Молодожёны Джиллиан и Том переезжают в новый дом. В подвале они находят таинственную дверь, которую они стремятся открыть. Но, открыв эту дверь, герои невольно навлекают на себя смертельную опасность.                                                                                    |            |                                                              |          |                                                                             |                 |                  |
| 20 | 2          | «Где ты спал прошлой ночью» «Where Did You Sleep Last Night» | Ивэн Кац | Александра Печман и Ник Антоска                                             | 27 октября 2018 | 0.32             |
| Таинственный клоун-убийца убивает друга Тома - Джейсона. Джиллиан понимает - этот клоун на самом деле воображаемый друг её детства - Крендель Джек. Чтобы найти ответы на вопросы, она направляется в дом своего детства. Тем временем Том начинает сомневаться в словах жены насчёт Джека. |            |                                                              |          |                                                                             |                 |                  |
| 21 | 3          | «Любовь причиняет боль» «Love Hurts»                         | Ивэн Кац | Ленор Зион и Лиза Лонг                                                      | 28 октября 2018 | 0.27             |
| После стычки с Кренделем Джеком Джиллиан находит свои старые детские рисунки, на которых изображена она и Крендель Джек. Джиллиан вспоминает, что создала Джека в качестве защитника и друга, но теперь Джек ожил и готов убить любого ради её безопасности.                                |            |                                                              |          |                                                                             |                 |                  |
| 22 | 4          | «Странный любовный треугольник» «Bizarre Love Triangle»      | Ивэн Кац | История: Мэллори Уэстфолл и Изабелла Гутьеррез Сценарий: Мэллори Уэстфолл   | 29 октября 2018 | 0.17             |
| Крендель Джек начинает всюду преследовать Тома, намереваясь убить его. Чтобы обезопасить мужа, Джиллиан объединяется вместе со своим новым соседом — Йеном. |            |                                                              |          |                                                                             |                 |                  |
| 23 | 5          | «Ты принадлежишь мне» «You Belong To Me»                     | Ивэн Кац | Энджел Варак-Иглар и Джастин Бойд                                           | 30 октября 2018 | 0.26             |
| Джиллиан учится контролировать свои способности по материализации вещей из своего воображения. Тем временем, Том начинает замечать всё больше различных сверхъестественных странностей, а Йен хранит страшный секрет, который может разрушить отношения Джиллиан и Тома раз и навсегда.     |            |                                                              |          |                                                                             |                 |                  |
| 24 | 6          | «Двое из нас» «Two of Us»                                    | Ивэн Кац | История: Ник Антоска и Изабелла Гутьеррез Сценарий: Ник Антоска и Лиза Лонг | 31 октября 2018 | 0.24             |
| Джиллиан и Том объединяются, чтобы дать отпор своим страхам и переживаниям. Им предстоит последняя схватка со своими внутренними демонами и монстрами, которым удалось вырваться на свободу спустя много лет.                                                                               |            |                                                              |          |                                                                             |                 |                  |

## Производство
В 2015 году телеканал SyFy сообщили, что дают зелёный свет 12-серийному проекту «Нулевой Канал», который выйдет в эфир в виде двух сезонов, состоящих из 6 эпизодов. События первого сезона будут разворачиваться вокруг популярной городской легенды под названием «Бухта Кэндл», сценарий напишет Антоска. Второй сезон будет посвящен новой страшной истории, также идущей корнями к известной городской легенде. Компания будет профинансирована Universal Cable Production, а в качестве исполнительных продюсеров выступят Лэндис и Антоска. В феврале 2016 года на пост режиссёра первого сезона был выбран Крэйг Уильям Макнейлл. Пол Шнайдер и Фиона Шоу приступили к съемкам в проекте в июне 2016. Натали Браун и Шон Бенсон также приняли участие в съемках. Съемки сериала начались в городе Селкирк провинции Манитоба в Канаде в мае 2016 и закончились 28 июля, спустя 46 дней после начала съемочного процесса.
Второй сезон получил название «Дом без конца». Съемки начались 13 сентября 2016 городе Оакбанк, провинции Манитоба, в Канаде.
Съемки третьего сезона «Отдел мясника» проходили с июля по 30 августа 2017 года в Виннипеге, Манитоба, Канада.
Сценаристом, продюсером и режиссёром четвёртого сезона «Дверь грёз» выступит шоураннер Ник Антоска. В съёмках, которые стартуют в середине 2018 года, вновь примут участие Брэндон Скотт (Том), Мария Стэн (Джиллиан), Стивен Робертсон (сосед пары), а также Стивен Уэбер (психотерапевт).

## Реакция
Первый сезон был воспринят критиками преимущественно хорошо, Metacritic поставили 75 из 100 основываясь на 9 отзывах. На сайте Rotten Tomatoes было получено 91 % положительных оценок, исходя из 11 отзывов, что в среднем составляет 6.8/10. Критики сайта называют сериал: «Жутким, обескураживающим, и уникальным», «Candle Cove рисует нам легко узнаваемую картину детских страхов, которая слой за слоем открывает нам трепещущее сердце мистерии».

### Рейтинги

#### «Бухта Кэндл»
| № | Название                      | Дата показа     | Рейтинг (18—49) | Зрителей (миллионов) | DVR (18—49) | Зрителей DVR (миллионов) | Всего (18—49) | Всего зрителей (миллионов) |
| - | ----------------------------- | --------------- | --------------- | -------------------- | ----------- | ------------------------ | ------------- | -------------------------- |
| 1 | «You Have to Go Inside»       | 11 октября 2016 | 0.2             | 0.76                 | 0.2         | N/A                      | 0.4           | N/A                        |
| 2 | «I'll Hold Your Hand»         | 18 октября 2016 | 0.2             | 0.63                 | 0.2         | N/A                      | 0.4           | N/A                        |
| 3 | «Want to See Something Cool?» | 25 октября 2016 | 0.2             | 0.55                 | 0.2         | N/A                      | 0.4           | N/A                        |
| 4 | «A Strange Vessel»            | 1 ноября 2016   | 0.2             | 0.47                 | TBD         | TBD                      | TBD           | TBD                        |
| 5 | «Guest of Honor»              | 8 ноября 2016   | 0.1             | 0.44                 | TBD         | TBD                      | TBD           | TBD                        |
| 6 | «Welcome Home»                | 15 ноября 2016  | 0.1             | 0.42                 | TBD         | TBD                      | TBD           | TBD                        |

#### «Дом без конца» (2017)
| № | Название               | Дата показа      | Рейтинг (18—49) | Зрителей (миллионов) |
| - | ---------------------- | ---------------- | --------------- | -------------------- |
| 1 | «This Isn't Real»      | 20 сентября 2017 | 0.2             | 0.39                 |
| 2 | «Nice Neighborhood»    | 27 сентября 2017 | 0.1             | 0.38                 |
| 3 | «Beware the Cannibals» | 4 октября 2017   | 0.2             | 0.41                 |
| 4 | «The Exit»             | 11 октября 2017  | 0.2             | 0.48                 |
| 5 | «The Damage»           | 18 октября 2017  | 0.1             | 0.41                 |
| 6 | «The Hollow Girl»      | 25 октября 2017  | 0.1             | 0.37                 |

#### «Отдел мясника» (2018)
| № | Название                 | Дата показа     | Рейтинг (18—49) | Зрителей (миллионов) |
| - | ------------------------ | --------------- | --------------- | -------------------- |
| 1 | «Insidious Onset»        | 7 февраля 2018  | 0.1             | 0.38                 |
| 2 | «Father Time»            | 14 февраля 2018 | 0.1             | 0.33                 |
| 3 | «All You Ghost Mice»     | 21 февраля 2018 | 0.1             | 0.28                 |
| 4 | «Alice in Slaughterland» | 28 февраля 2018 | 0.1             | 0.25                 |
| 5 | «The Red Door»           | 7 марта 2018    | 0.1             | 0.27                 |
| 6 | «Sacrifice Zone»         | 14 марта 2018   | 0.1             | 0.34                 |